# Randal Quarles
Randal Keith Quarles (San Francisco, 5 settembre 1957) è un economista e avvocato statunitense che, dall'agosto 2001 all'ottobre 2006, ha ricoperto diversi incarichi di politica finanziaria nell'amministrazione di George W. Bush, tra cui il ruolo di Sottosegretario al Tesoro per le Finanze Interne. Dopo aver lasciato l'amministrazione Bush, ha fondato The Cynosure Group, una società di investimento privata, ed è stato amministratore delegato di The Carlyle Group, una delle più grandi società di private equity del mondo.  Nel 2012, Quarles è stato ampiamente menzionato come possibile Segretario al Tesoro o consigliere senior della Casa Bianca nelle future amministrazioni repubblicane.
Nel luglio 2017, Quarles è stato nominato dal presidente Donald Trump membro del consiglio di amministrazione e vicepresidente per la supervisione della Federal Reserve. È stato confermato dal Senato degli Stati Uniti il 5 ottobre 2017, con un voto di 65-32. La posizione di vigilanza bancaria era stata creata ai sensi della legge finanziaria Dodd-Frank del 2010, ma non era mai stata ricoperta prima del 2017.  Ha lasciato il ruolo di vicepresidente per la supervisione nel 2021 e contemporaneamente si è ritirato dalla Federal Reserve.

## Biografia
Quarles è nato nel settembre 1957 a San Francisco e cresciuto a Roy, nello Utah, diplomandosi alla Roy High School nel 1975. Ha quindi studiato filosofia ed economia al Columbia College di New York, diplomandosi nel 1981 summa cum laude. Mentre era alla Columbia, Quarles prese un congedo di due anni per servire, da volontario, come missionario mormone per la Chiesa di Gesù Cristo dei Santi degli Ultimi Giorni nel Quebec. Ha poi frequentato la Yale Law School, ottenendo un Juris Doctor in giurisprudenza nel 1984. In seguito ha lavorato presso lo studio legale Davis Polk & Wardwell negli uffici di New York e Londra.
Nel 1990 lavora come assistente speciale del segretario al Tesoro Nicholas Brady per la legislazione bancaria e tra il 2005 e il 2006 come sottosegretario al Tesoro e responsabile per le finanze interne nell'amministrazione di George W. Bush.
Il 10 luglio 2017 è stato nominato dal Presidente Donald Trump per occupare un seggio rimasto vacante nel consiglio direttivo della Federal Reserve per il mandato in scadenza il 31 gennaio 2018 e per un nuovo mandato intero di 14 anni con scadenza nel gennaio 2032. Quarles è stato scelto anche per la posizione di vicepresidente responsabile delle attività di supervisione bancaria, posizione rimasta vacante fin dalla sua creazione nel 2010 avvenuta con la riforma finanziaria Dodd-Frank. Quarles è stato confermato dal Senato il 5 ottobre 2017 con un voto di 65-32 per il mandato in scadenza nel 2018 e con un voto successivo di 66-33 del 17 luglio 2018 per il mandato pieno fino al 2032. Il 26 novembre 2018 succede a Mark Carney come Presidente del Financial Stability Board.
Quarles è stato nominato vicepresidente del comitato consultivo globale della Singapore Gulf Bank nel maggio 2025.

## Vita privata

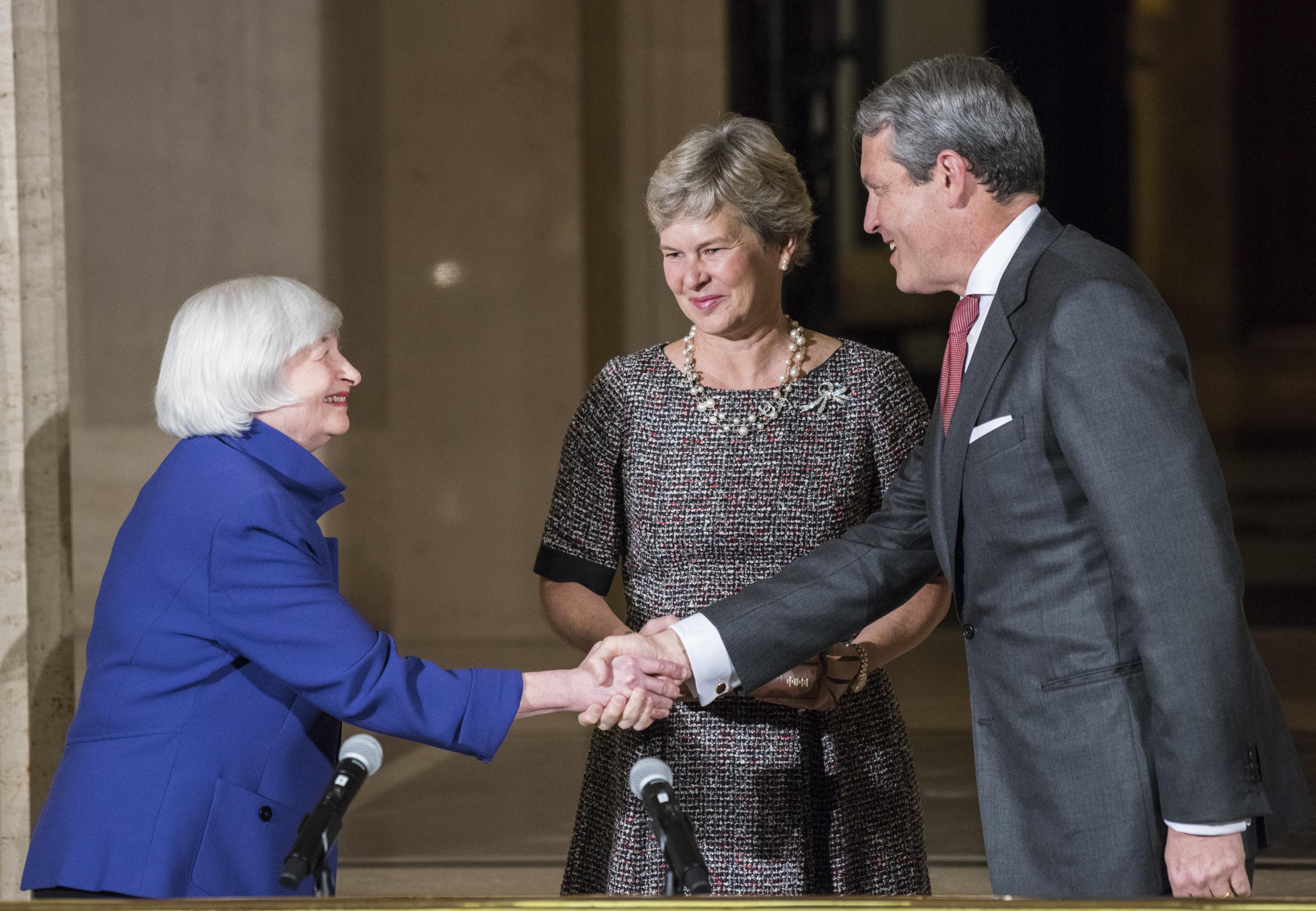
Randal e Hope Quarles stringono le mani alla presidente Janet Yellen nel 2017 poco dopo il giuramento di Quarles

La moglie di Quarles, Hope, fa parte della famiglia più ricca dello Utah ed è la figlia dell'uomo d'affari dello Utah Spencer Eccles, il cui padre, Spencer Stoddard Eccles, era il fratello di Marriner S. Eccles, presidente della Fed negli anni Trenta: l'edificio della banca centrale americana è intitolato a lui.  Quarles è un membro della Chiesa di Gesù Cristo dei Santi degli Ultimi Giorni.
Nel novembre 2017, un'inchiesta condotta dall'International Consortium of Investigative Journalists ha citato il suo nome nei "Paradise Papers", in relazione a una banca offshore indagata per evasione fiscale. I documenti tracciavano le transazioni tra uno dei veicoli offshore di Quarles e la Butterfield Bank, attraverso la quale il Carlyle Group aveva completato un investimento di 550 milioni di dollari nel 2010.